# Vellexon-Queutrey-et-Vaudey
Vellexon-Queutrey-et-Vaudey é uma comuna francesa na região administrativa de Borgonha-Franco-Condado, no departamento de Alto Sona. Estende-se por uma área de 24,98 km². Em 2010 a comuna tinha 467 habitantes (densidade: 18,7 hab./km²).